# Pologne au Concours Eurovision de la chanson 2010
La Pologne a participé au Concours Eurovision de la chanson 2010. 
| #  | Interprète(s)    | Chanson             | Votes   | Place |
| -- | ---------------- | ------------------- | ------- | ----- |
| 1  | Leszscze         | Weekend             | 8,44 %  | 5     |
| 2  | Dziewczyny       | Cash box            | 1,92 %  | 10    |
| 3  | Iwona Węgrowska  | Uwięziona           | 14,94 % | 3     |
| 4  | Marcin Mroziński | Legenda             | 33,61 % | 1     |
| 5  | Aneta Figiel     | Myśl o tobie        | 9,06 %  | 4     |
| 6  | Nefer            | Chciałem zostać sam | 5,97 %  | 6     |
| 7  | Zosia            | Jak ptak            | 3,04 %  | 9     |
| 8  | Anna Cyzon       | Love me             | 15,13 % | 2     |
| 9  | Sonic Lake       | There is a way      | 3,44 %  | 8     |
| 10 | Vir              | Sunrise             | 4,45 %  | 7     |